# Благие знамения (телесериал)
«Благи́е знаме́ния» (англ. Good Omens) — британско-американский телесериал, основанный на одноимённом романе Терри Пратчетта и Нила Геймана. Сериал является совместным производством Amazon MGM Studios и BBC Studios. В главных ролях — Майкл Шин и Дэвид Теннант.
Премьера первого сезона состоялась 31 мая 2019 года на Amazon Prime Video. Хотя изначально проект задумывался как мини-сериал, в июне 2021 года стало известно о его продлении на второй сезон, премьера которого вместе с мини-эпизодами состоялась 28 июля 2023 года. В декабре 2023 года сериал был продлён на третий и последний сезон, но в октябре 2024 года было объявлено, что сезон будет сокращён до одной 90-минутной финальной серии.

## Сюжет
Действие сериала разворачивается в 2019 году. Демон Кроули (Дэвид Теннант) и ангел Азирафель (Майкл Шин), успев привыкнуть к жизни на Земле, стремятся предотвратить пришествие антихриста и заодно финальную битву между Раем и Адом.

## В ролях

### Основной состав
Ведущие актёры
- Майкл Шин — Азирафель, ангел и по совместительству букинист
- Дэвид Теннант — Кроули, демон («ангел, не то чтобы Падший, а скорее Скатившийся по наклонной»)
- Сэм Тейлор Бак — Адам Янг (сезон 1), Антихрист
- Джон Хэмм — архангел Гавриил, лидер сил рая

Второстепенные актёры основного состава
- Дэниэл Мейс — Артур Янг (сезон 1), отец Адама
- Шан Брук — Дейдра Янг (сезон 1), мать Адама
- Нед Деннехи — Хастур (сезон 1), падший ангел и герцог преисподней
- Эрион Бакаре — Лигур (сезон 1), падший ангел и герцог преисподней
- Ник Офферман — Таддеус Доулинг (сезон 1), посол США и отец Мага
- Анна Максвелл Мартин (сезон 1) и Шелли Конн (сезон 2) — Вельзевул, падший ангел и князь преисподней
- Нина Сосанья —

- сестра Мэри Таратора (сезон 1), монашка-сатанистка из Болтливого ордена святой Бериллы
- Нина (сезон 2), владелица кофейни, которая находится через дорогу от книжного магазина Азирафеля

- Мэгги Сервис —

- сестра Тереза Пустомеля (сезон 1), монашка-сатанистка из Болтливого ордена святой Бериллы
- Мэгги (сезон 2), арендатор Азирафеля и владелица музыкального магазина

- Дун Макичен[англ.] — архангел Михаил
- Френсис МакДорманд — голос Бога (сезон 1; гость сезон 2)
- Адриа Архона — Анафема Деталь (сезон 1), практикующая оккультистка
- Миранда Ричардсон —

- мадам Трейси (сезон 1), медиум и куртизанка
- Шакс (сезон 2), демон и наперсница Кроули

- Майкл Маккин — сержант Шедуэлл (сезон 1), сержант Армии ведьмоловов
- Джек Уайтхолл —

- Ньютон Импульсифер (сезон 1), бухгалтер, ставший рядовым Армии ведьмоловов
- Прелюбодейство-не-сотвори Импульсифер (сезон 1), ведьмоловов, сжегший на костре Агнеcсу Псих

- Мирей Инос — Война (сезон 1), один из четырёх всадников Апокалипсиса
- Билл Патерсон — Р.П. Тайлер, член Соседского дозора Тэдфилда и сосед семьи Янг
- Юсуф Гейтвуд — Голод (сезон 1), один из четырёх всадников Апокалипсиса
- Лурдес Фаберес[англ.] — Скверна (сезон 1), один из четырёх всадников Апокалипсиса. Сменила профессию с Мора на Скверну из-за пенициллина.
- Брайан Кокс — голос Смерти (сезон 1), одного из четырёх всадников Апокалипсиса. Джейми Хилл использует захват движения для исполнения роли.
- Глория Обианьо — архангел Уриил
- Лиз Карр — архангел Сариэль (сезон 2)
- Келин Сепульведа — Мюриэль, ангел (сезон 2)

Приглашённые актёры основного состава
- Рис Шерсмит —

- Уильям Шекспир (сезон 1)
- Фурфур (сезон 2), демон-чиновник

- Марк Гэтисс — Хармони, агент нацистов, с которым Азирафель и Кроули сталкиваются во время Блица
- Стив Пембертон — Глозье, агент нацистов и партнёр Хармони
- Дэвид Моррисси — капитан Винсент (сезон 1), капитан круизного лайнера, нашедшего Атлантиду
- Саймон Мерреллс — Лесли (сезон 1), международный курьер
- Дерек Джекоби — Метатрон, Глас Божий
- Джонни Вегас — Рон Ормород (сезон 1)
- Энди Хэмилтон[англ.] — голос швейцара преисподней (сезон 1)
- Бенедикт Камбербэтч — голос Сатаны (сезон 1), правителя преисподней
- Питер Дэвисон — Иов (сезон 2)
- Энди Ошо[англ.] — Ситис (сезон 2), жена Иова
- Тай Теннант[англ.] — Эннон (сезон 2), сын Иова
- Шон Биггерстафф — мистер Дэлримпл (сезон 2), врач из Эдинбурга в XIX веке
- Джули Маклеллан — Крошка Мораг (сезон 2), нищенка из Эдинбурга в XIX веке
- Эбигейл Лори[англ.] — Элспет (сезон 2), грабительница могил
- Нив Уолш[англ.] — Грета Кляйншмидт, агент нацистов
- Тим Дауни[англ.] — мистер Браун (сезон 2), продавец ковров и председатель Ассоциации уличных торговцев и владельцев магазинов Уикбера
- Донна Престон[англ.] — миссис Сэндвич (сезон 2), швея/владелица публичного дома на Уикбер-стрит
- Элизабет Беррингтон — Дагон, один из высокопоставленных демонов преисподней
- Шан Филлипс — миссис Хендерсон (сезон 2), импресарио кабаре в 1940-х годах
- Пит Фирман[англ.] — Пэт (сезон 2), владелец магического магазина в 1940-х годах

### Второстепенный состав
- Самсон Маррачино — Маг Доулинг (сезон 1), сын четы Доулинг, которого принимают за Антихриста
- Джилл Винтерниц[англ.] — Харриет Доулинг (сезон 1), жена Таддеуса, мать Мага
- Пол Чахиди[англ.] — архангел Сандальфон (сезон 1)
- Джози Лоуренс[англ.] — Агнесса Псих (сезон 1), пророчица
- Амма Риз — Пеппер (сезон 1), одна из друзей Адама
- Айлан Гэлкофф — Брайан (сезон 1), один из друзей Адама
- Алфи Тейлор — Уэнслидейл (сезон 1), один из друзей Адама
- Николас Парсонс — голос Дагона (сезон 1)
- Сиенна Ариф-Найтс — Кеззи (сезон 2), дочь Иова
- Черри Митра — Джемайма (сезон 2), дочь Иова
- Морэй Хантер[англ.] — Джош, демон с повязкой на глазу, работающий под началом Вельзевула
- Рич Кибл[англ.] — мистер Арнольд, владелец музыкального магазина на Уикбер-стрит
- Джефф Александр — Матт, владелец магического магазина на Уикбер-стрит
- Эндрю О’Нилл[англ.] — супруг Матта (сезон 2)
- Кристал Ю[англ.] — госпожа Ченг (сезон 2), жительница Уикбер-стрит
- Анна Марьян — Жюстин (сезон 2), владелица французского ресторана на Уикбер-стрит

В первом сезоне Джонатан Арис появляется в роли ангела-квартирмейстера, который готовит ангелов к Армагеддону. Адам Бонд сыграл Иисуса, свидетелями распятия которого становятся Кроули и Азирафель. Санджив Бхаскар играет юриста Джайлса Баддикомба. Стив Орам исполнил роль Горация, автомобилиста на трассе М25, загипнотизированного и сожженного заживо сигилом Кроули. Пол Кэй и Бен Кроу появились в музыкальных вставках: Кэй в роли представителя совета директоров по электроэнергетике (подражал голосу Терри Пратчетта), а Кроу в роли Фредди Меркьюри. Джейд Адамс и Дженни Гэллоуэй сыграли участников спиритического сеанса мадам Трейси. Дэн Старки мелькнул в роли прохожего, утешающего Азирафеля. Алистер Финдли появлялся в роли Джорджа Буша. Кирсти Уорк, Пол Гамбаччини и Конни Хак исполнили эпизодические роли телеведущих; Джеймс Ноти сыграл радиоведущего. Нил Гейман исполнил камео заснувшего зрителя в кинотеатре. Знаменитую шляпу и шарф Терри Пратчетта можно увидеть в книжном магазине Азирафеля. Адама и Еву сыграли Энтони Кей и Шелейн Беннетт, соответственно.
Во втором сезоне Трейси Уайлс озвучивает лифт, который решает кто отправится в рай, а кто в ад. Алекс Нортон сыграл Таллока, шотландца, который встречает Азирафеля.

## Эпизоды

### Сезон 1 (2019)
| № общий | № в сезоне | Название                                                                        | Режиссёр        | Автор сценария | Дата премьеры |
| ------- | ---------- | ------------------------------------------------------------------------------- | --------------- | -------------- | ------------- |
| 1       | 1          | «В начале» «In the Beginning»                                                   | Дуглас Макиннон | Нил Гейман     | 31 мая 2019   |
| 2       | 2          | «Книга» «The Book»                                                              | Дуглас Макиннон | Нил Гейман     | 31 мая 2019   |
| 3       | 3          | «Тяжёлые времена» «Hard Times»                                                  | Дуглас Макиннон | Нил Гейман     | 31 мая 2019   |
| 4       | 4          | «Веселье утром в субботу» «Saturday Morning Funtime»                            | Дуглас Макиннон | Нил Гейман     | 31 мая 2019   |
| 5       | 5          | «Выбор Судного дня» «The Doomsday Option»                                       | Дуглас Макиннон | Нил Гейман     | 31 мая 2019   |
| 6       | 6          | «Самый последний день их жизней» «The Very Last Day of the Rest of Their Lives» | Дуглас Макиннон | Нил Гейман     | 31 мая 2019   |

### Сезон 2 (2023)
| № общий | № в сезоне | Название                                      | Режиссёр        | Автор сценария             | Дата премьеры |
| ------- | ---------- | --------------------------------------------- | --------------- | -------------------------- | ------------- |
| 7       | 1          | «Прибытие» «The Arrival»                      | Дуглас Макиннон | Нил Гейман и Джон Финнемор | 28 июля 2023  |
| 8       | 2          | «Разгадка» «The Clue»                         | Дуглас Макиннон | Нил Гейман и Джон Финнемор | 28 июля 2023  |
| 9       | 3          | «Я знаю, куда я иду» «I Know Where I’m Going» | Дуглас Макиннон | Нил Гейман и Джон Финнемор | 28 июля 2023  |
| 10      | 4          | «Автостопщик» «The Hitchhiker»                | Дуглас Макиннон | Нил Гейман и Джон Финнемор | 28 июля 2023  |
| 11      | 5          | «Бал» «The Ball»                              | Дуглас Макиннон | Нил Гейман и Джон Финнемор | 28 июля 2023  |
| 12      | 6          | «Каждый день» «Every Day»                     | Дуглас Макиннон | Нил Гейман и Джон Финнемор | 28 июля 2023  |

### Мини-эпизоды
Мини-эпизод «Good Omens: Lockdown» вышел на YouTube приуроченный к тридцатой годовщине с выхода одноимённого романа. Остальные мини-эпизоды были включены во вторую, третью и четвертую серии второго сезона, как развернутые воспоминания героев о прошлых событиях.

## Производство

### Разработка
В апреле 2016 года Нил Гейман объявил, что выполняя предсмертное желание Терри Пратчетта, он работает над сценарием шестисерийной экранизации романа. Изначально Гейман следовал прижизненной договоренности, согласно которой друзья условились работать над проектом только вместе, и потому отрицал всякую возможность киноадаптации романа после смерти Пратчетта; однако Пратчетт, предвидя такое решение, подготовил письмо, которое после его смерти должно было быть вручено Гейману. В этом письме Пратчетт дал согласие на дальнейшую работу после его кончины, и таким образом Гейман выполнил волю друга. В январе 2017 года стало известно, что компания Amazon приобрела права на комедийно-апокалиптический мини-сериал Геймана, премьера которого состоялась 31 мая 2019 года на Amazon Prime. Также было объявлено, что мини-сериал выйдет на BBC в Великобритании, а Гейман возьмёт на себя роль шоураннера проекта.
В конце июня 2021 года было сообщено, что сериал продлён на второй сезон, состоящий из 6 эпизодов. Съёмки начались в том же году в Шотландии. 10 мая 2022 анонсировали начало проката второго сезона с 28 июля 2023 года на официальной платформе.
14 декабря 2023 года сериал был продлен на заключительный третий сезон. Было объявлено, что Маккиннон, который являлся совместным шоураннером, режиссёром и продюсером первых двух сезонов, не вернётся. Работа над третьим сезоном была приостановлена в сентябре 2024 года из-за обвинений Геймана в сексуальном насилии, причём Гейман предложил уйти с должности. В октябре 2024 года Гейман покинул проект, а вместо третьего сезона планируется выпустить 90-минутную серию, съёмки которой должны стартовать в начале 2025 года.

### Подбор актёров
14 августа 2017 года стало известно, что Дэвид Теннант исполнит роль демона Кроули, а Майкл Шин — ангела Азирафеля.

## Показ

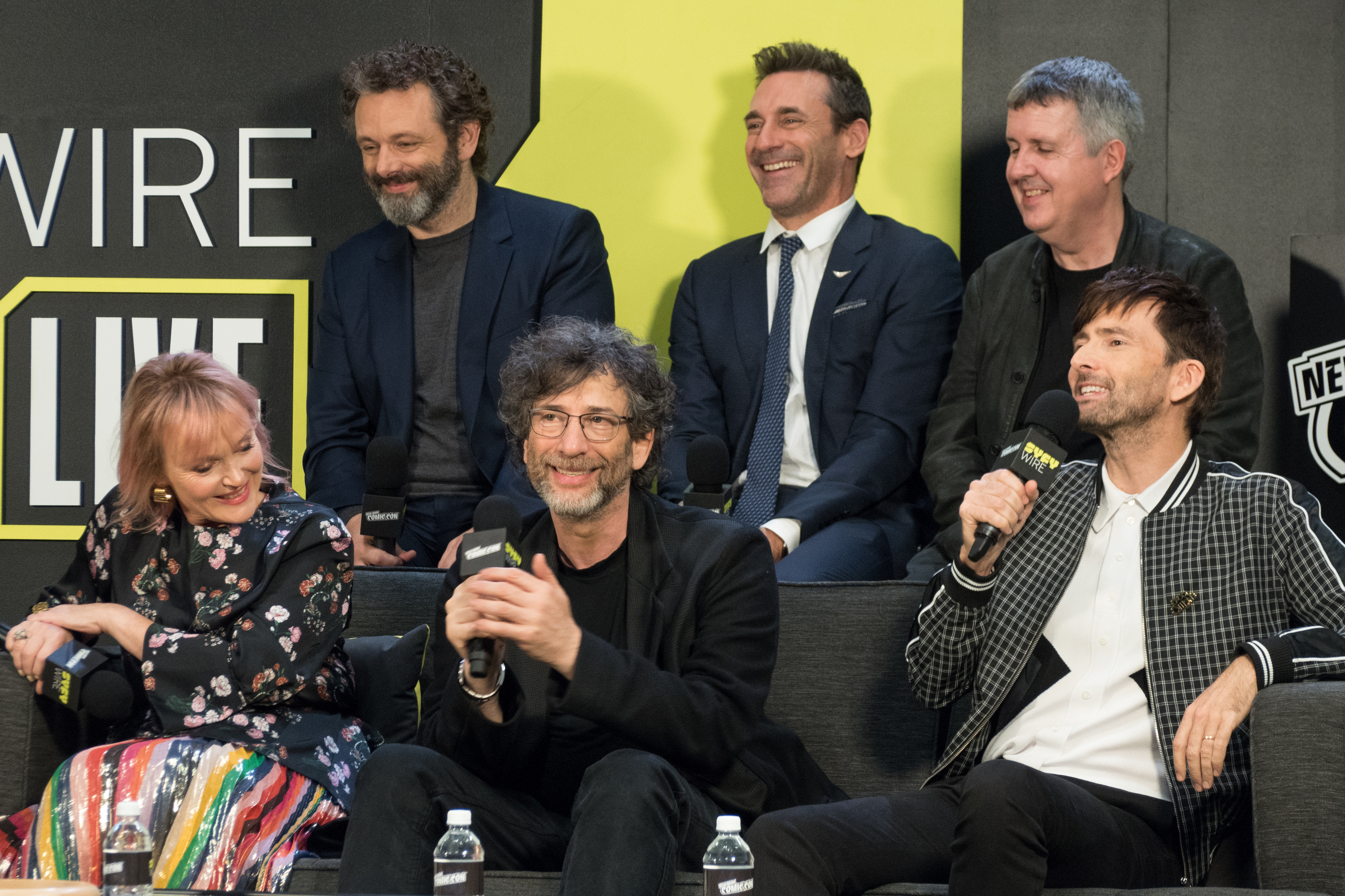
Интервью на New York Comic Con в октябре 2018 года. Впереди: Ричардсон, Гейман и Теннант. Сзади: Шин, Хэмм и Макиннон

Все шесть эпизодов сериала были выпущены 31 мая 2019 года на Amazon Prime.
После выхода сериала появилась петиция с требованием его запрета, как оправдывающего сатанизм. Петиция была размещена на христианском сайте ReturnToOrder.org и быстро набрала более 20 тыс. подписей. Её адресовали стриминговому сервису Netflix, который никак не связан с сериалом. Netflix через Твиттер пообещали «больше не делать», на что в Амазон шутливо пообещали отменить «Очень странные дела», снимаемые Netflix, если те отменят «Благие знамения». Позже ошибка с адресатом в петиции была исправлена.

### Маркетинг
6 октября 2018 года сериал провёл панель на ежегодном фестивале New York Comic Con в Нью-Йорке. Ведущей на ней была Вупи Голдберг. На панели присутствовали автор сериала Нил Гейман, режиссёр Дуглас Макиннон и члены актёрского состава: Майкл Шин, Дэвид Теннант, Джон Хэмм и Миранда Ричардсон. Во время панели состоялась премьера первого трейлера сериала, который впоследствии был выпущен онлайн.